# Championnat d'Autriche de combiné nordique 2011
Le championnat d'Autriche de combiné nordique 2011 s'est déroulé sur grand tremplin le 7 octobre 2011 à Bischofshofen.
L'épreuve de saut, remportée par Mario Seidl, s'est déroulée sur le tremplin Paul Ausserleitner (HS 140).
L'épreuve de fond fut remportée par le même Mario Seidl, qui devint donc champion d'Autriche.
Une épreuve sur petit tremplin devait avoir lieu le lendemain à Ramsau am Dachstein. Elle fut annulée en raison d'une surabondance de neige, impossible à déblayer.
L'épreuve devant se dérouler dans des conditions estivales (réception sur plastique, course sur ski-roues), elle fut annulée.

## Résultats
| Rang | Athlète               |
| ---- | --------------------- |
| 1    | Mario Seidl           |
| 2    | Lukas Klapfer         |
| 3    | Bernhard Gruber       |
| 4    | David Kreiner         |
| 5    | Wilhelm Denifl        |
| 6    | Marco Pichlmayer      |
| 7    | Tobias Kammerlander   |
| 8    | Harald Lemmerer       |
| 9    | Michael Brandner      |
| 10   | Christoph Bieler      |
| 11   | David Pommer          |
| 12   | Johannes Weiss        |
| 13   | Bernhard Flaschberger |
| 14   | Alexander Brandner    |
| 15   | Fabian Steindl        |
| 16   | Benedikt Dornauer     |
| 17   | Benjamin Kreiner      |
| 18   | Thomas Jöbstl         |
| 19   | Lukas Greiderer       |
| 20   | Matija Druml          |
| 21   | Paul Gerstgraser      |
| 22   | Philipp Orter         |
| 23   | Franz-Josef Rehrl     |
| 24   | Markus Gruber         |
| 25   | Laurens Kammerlander  |
| 26   | Matthias Hochegger    |
| 27   | Balthasar Schneider   |